# Heimatfilm
 (octobre 2020).
Si vous disposez d'ouvrages ou d'articles de référence ou si vous connaissez des sites web de qualité traitant du thème abordé ici, merci de compléter l'article en donnant les références utiles à sa vérifiabilité et en les liant à la section « Notes et références ».
Un Heimatfilm (de l'allemand Heimat, « foyer » ou « chez-soi », et Film, « film »), parfois traduit en français sous l'appellation « film de terroir allemand », est un film de genre portant sur une histoire pittoresque et mettant en scène la campagne reculée et des gens simples.
La majorité des Heimatfilme furent tournés dans les années 1950 et 1960 en Allemagne, en Autriche et en Suisse. Les plus connus d'entre eux sont probablement ceux de la série de films Sissi, tournés entre 1955 et 1957, ou encore les films adaptés du roman Heidi.

## Histoire
Le cinéma nazi met déjà en avant des Heimatfilm afin de promouvoir son idéologie à travers la réminiscence d'un passé exalté à travers le folklore national, par exemple La Ville dorée (1941).
L'engouement du public et le succès de ces films, s'explique par le contexte de l’époque : trente pour cent de la population allemande avait fui les territoires situés à l’Est (Silésie, Poméranie, Prusse-Orientale, devant l’avance de l’Armée rouge qui se vengeait souvent sur les populations civiles des exactions commises par la Wehrmacht et la Waffen-SS en Union soviétique) ou même les Sudètes (expulsés de Tchécoslovaquie à la suite des décrets controversés de Edvard Beneš, assimilables à une « purification ethnique », retour de bâton de la politique d’annexion de Adolf Hitler). Ces réfugiés arrivaient dans des villes en ruines à la suite des bombardements alliés et se trouvaient dans la situation de personnes déplacées cherchant un travail, un toit et de la nourriture, souvent mal accueillis par des locaux eux-mêmes en difficulté.
Le quotidien difficile des populations allemandes et autrichiennes au sortir de la Seconde Guerre mondiale sont traités par le cinéma allemand avec les Trümmerfilme (« films de décombres ») et les films de guerre. 
Mais ceux-ci n'attirent pas les foules, qui ont besoin de divertissement et d'évasion. On voit donc un développement des films humoristiques, ainsi que des "Heimatfilme", aux histoires plutôt légères et nostalgiques. 
Les Heimatfilme sont les premiers à recevoir le visa des autorités d'occupation, et ils vont de fait inonder le marché et très bien s'exporter. Ils feront beaucoup pour le développement du tourisme en Allemagne, et en particulier en Bavière. jusqu'aux années 1970 et l'apparition du nouveau cinéma allemand.

## Caractéristiques
Les "Heimatfilme" suivent un schéma type qui peut rappeler certains romans de Jean Giono[réf. souhaitée].

### Lieu
Les "Heimatfilme" se déroulent dans une région reculée, réputée pure loin de la ville « souillée ». L’idée de terroir permettait de renouer au travers des traditions régionales séculaires avec une sorte de paradis perdu, une identité exempte du nouveau péché originel que constituait pour la société allemande l’intermède nazi. 
La plupart du temps, cette région était incarnée par la campagne bavaroise ou de la Forêt-Noire où les gens étaient restés attachés à leurs dialectes et traditions locales. En musique, avec les orchestres typiques, les mélodies aux lignes musicales caractéristiques comme le chant tyrolien (appelé jodeln) et les danses en costumes, la danse des hommes en culotte de peau, avec claques des mains sur les cuisses et les talons (Schuhplattler), les claquements de fouet de cocher (Schnalzer), des instruments comme la cithare alpine. 
Le reste de l’Allemagne considérait les habitants de ces régions avec un mélange de curiosité jalouse et de condescendance bienveillante, semblable à l’attitude des Français non provençaux vis-à-vis du « petit monde pittoresque de Marcel Pagnol » : hommes prompts à la castagne, ambiance de fête de la bière, langage imagé et haut en couleur. 
Quelques films se déroulent dans la lande de Lunebourg, entre Hanovre et Hambourg, ou au bord du Rhin romantique, aux berges couvertes de vignobles. Le rendu du langage dans le dialecte local, inexistant au début, devient de plus en plus réaliste dans les films de la période naturaliste récente. Après la pause des années 1960 et 70 marquées par la « nouvelle vague du cinéma allemand » de Rainer Werner Fassbinder, Wim Wenders, Herbert Achternbusch, Werner Herzog, etc.

### Sujet
L'intrigue des Heimatfilme est généralement basée sur un conflit qui fait voler en éclats l’harmonie de façade de ce microcosme : cupidité, problèmes d’héritage ou de mariages arrangés, incompatibilités de milieux sociaux (un noble aime une roturière, souvent fille de pêcheur)… Les Heimatfilme finissent généralement -sinon toujours- bien.
Les personnages sont généralement manichéens : le personnage principal est un individu qui lutte contre l'injustice, ou une femme qui lutte pour s’imposer dans un monde masculin (Geierwally, Dame Gretl).
Les films de la période tardive ne furent cependant plus que des comédies musicales, un peu simplistes, des publicités pour ces régions devenues touristiques avec comme scène typique l’arrivée en Mercedes de Berlinois stressés dans la ferme-auberge fleurie et ensoleillée, près des lacs alpins idylliques Königssee, Wörthersee…

## Les films de terroir de la RDA
La République démocratique allemande produisit aussi quelques films de terroir dont l'intrigue concernait plutôt les problèmes d'intégration du monde rural individualiste dans la société collectiviste, tels que Einmal ist keinmal de Konrad Wolf et Schlösser und Katen de Kurt Maetzig, ainsi que 52 Wochen sind ein Jahr de Groschop.

## Liste de Heimatfilms
- 1921 : Die Geierwally, d'Ewald Andre Dupont
- 1940 : La Fille au vautour (Die Geierwally), de Hans Steinhoff
- 1947 : Zugvögel
- 1949 : Menschen in Gottes Hand
- 1949 : Die seltsame Geschichte des Brandner Kaspar
- 1950 : Nach Regen folgt Sonne
- 1950 : La Fiancée de la Forêt-Noire (Das Schwarzwaldwädel)
- 1951 : La lande est verte (Grün ist die Heide), de Hans Deppe
- 1952 : Pour l'amour d'une femme (Am Brunnen vor dem Tore)
- 1952 : Der Herrgottschnitzer von Ammergau (Le Sculpteur sur bois de Ammergau), de Harald Reinl
- 1952 : Rosenblühen auf dem Heidegrab (Roses en fleurs sur la tombe dans la Lande)
- 1953 : Klosterjäger (Le Chasseur du cloître)
- 1953 : Quand la musique du village joue (Wenn am Sonntagabend die Dorfmusik spielt)
- 1954 : L'Écho des montagnes (Echo der Berge)
- 1955 : Sissi, premier film d'une série de quatre, avec Romy Schneider en princesse de Bavière déguisée en paysanne, rencontrant l’empereur d’Autriche François-Joseph déguisé en chasseur…
- 1955 : La bergère de Sankt Kathrein (Die Sennerin von St. Kathrein)
- 1955 : Heimatland
- 1955 : Einmal ist keinmal
- 1955 : Die Fischer vom Heiligensee
- 1955 : Die Mädels vom Immenhof
- 1955 : Le silence de la forêt (Schweigen im Walde)
- 1956 : Das Heilige Erbe
- 1956 : Der Meineidbauer
- 1956 : Die Christel von der Post
- 1956 : Die Fischerin vom Bodensee
- 1956 : Die Magd von Heiligenblut
- 1956 : Solange noch die Rosen blüh'n
- 1956 : Wo der Wildbach rauscht
- 1956 : Die Geierwally (La Fille au vautour), le « vautour » est en fait un aigle en bavarois ; ce film a connu plusieurs remakes, le plus récent avec Christine Neubauer – et un véritable aigle à la place d'un vautour…
- 1956 : Heiße Ernte (Moisson ardente)
- 1956 : Schwarzwaldmelodie (La Mélodie de la Forêt-Noire)
- 1957 : L'Aubergiste des bords du Danube (Die Lindenwirtin vom Donaustrand)
- 1957 : Der Pfarrer von St. Michael
- 1957 : La Forêt d'argent (Der Wilderer vom Silberwald) d'Otto Meyer (de)
- 1957 : Vier Mädels aus der Wachau
- 1957 : Wetterleuchten um Maria
- 1957 : Der Jäger von Fall (Le Chasseur de Fall)
- 1958 : Le Prêtre et la Jeune Fille (Der Priester und das Mädchen)
- 1958 : Die Landärztin
- 1958 : La Famille Trapp (Die Trapp-Familie), inspiré de la véritable famille de Maria van Trapp, aussi sujet du film La Mélodie du bonheur en 1965
- 1959 : Und ewig singen die Wälder
- 1960 : Wenn die Heide blüht
- 1960 : Das Erbe von Björndal (L’Héritage de Björndal), de Gustav Ucicky
- 1960 : Hohe Tannen (Grands Sapins)
- 1962 : L'Ivresse de la forêt (Waldrausch)
- 1965 : An der Donau, wenn der Wein blüht
- 1965 : Jagdszenen in Niederbayern (Scènes de chasse en Basse-Bavière)
- 1971 : Der plötzliche Reichtum der armen Leute von Kombach (de) (La Richesse soudaine des gens de Kombach)
- 1972 : Grün ist die Heide
- 1973 : Château de Saint-Hubert (Schloß Hubertus)
- 1974 : Der Jäger von Fall
- 1975 : Der Edelweißkönig, (Le Roi des Edelweiss)
- 1975 : Sternsteinhof (La Ferme Sternstein)
- 1976 : Das Schweigen im Walde
- 1977 : Waldrausch
- 1988 : Journal d'une paysanne (Herbstmilch), de Joseph Vilsmaier
- 1995 : Hölleisengretl (Dame Gretl)
- 2006 : Le Péché selon Sébastien (Wer früher stirbt, ist länger tot)

### Réalisateurs de Heimatfilms
- Hans Deppe
- Ewald Andre Dupont
- Hans W. Geißendörfer
- Reinhard Hauff
- Wolfgang Liebeneiner
- Gustav Micky
- Harald Reinl
- Leni Riefenstahl
- Rudolf Schindler
- Hans Steinhoff
- Luis Trenker
- Joseph Vilsmaier